# Yangtianxiang (ort i Kina, Shaanxi, lat 33,41, long 107,86)
Yangtianxiang är en ort i Kina. Den ligger i provinsen Shaanxi, i den nordvästra delen av landet, omkring 140 kilometer sydväst om provinshuvudstaden Xi'an. Antalet invånare är 4 482. Befolkningen består av 2 098 kvinnor och 2 384 män. Barn under 15 år utgör 19,0 %, vuxna 15-64 år 68 %, och äldre över 65 år 12,0 %.
Runt Yangtianxiang är det ganska tätbefolkat, med 111 invånare per kvadratkilometer. Närmaste större samhälle är Fuping Xian, 17,6 km nordost om Yangtianxiang. I omgivningarna runt Yangtianxiang växer i huvudsak blandskog.
Genomsnittlig årsnederbörd är 1 052 millimeter. Den regnigaste månaden är juli, med i genomsnitt 222 mm nederbörd, och den torraste är december, med 2 mm nederbörd.